# Pachira nukakica
Pachira nukakica är en malvaväxtart som beskrevs av J.L. Fernández-alonso. Pachira nukakica ingår i släktet Pachira och familjen malvaväxter. Inga underarter finns listade i Catalogue of Life.